# Simienatus scotti
Genre
Espèce
Simienatus scotti, unique représentant du genre Simienatus, est une espèce d'opilions laniatores de la famille des Assamiidae.

## Distribution
Cette espèce est endémique de la région Amhara en Éthiopie. Elle se rencontre dans les monts Simien vers Mindigabsa et Arghine.

## Description
Le mâle holotype mesure 4,2 mm.

## Étymologie
Cette espèce est nommée en l'honneur de Hugh Scott (1885–1960).

## Publication originale
- Roewer, 1957 : « Journey to Northern Ethiopia (Simien), 1952–53: Arachnida, Opiliones. » Zoological Journal of the Linnean Society, vol. 43, no 290, p. 93–95.